# Прожурска Лука
Прожурска Лука (итал. Porto Chiave, колоквијално: Прожурски Порат) је насељено место у саставу општине Мљет, на острву Мљету, Дубровачко-неретванска жупанија, Република Хрватска.

## Географски положај
Прожурска Лука се налази на обали северне стране острва Мљета. Прожура се налази у копну, а Прожурска Лука је изграђена као њена рибарска лука на обали Мљетског канала.

## Историја
До територијалне реорганизације у Хрватској налазила се у саставу старе општине Дубровник.
Прожура је настала доласком словенсског становништва на Мљет у исто време кад и Врхмљеће и Бабино Поље. За потребе риболова, чувања рибарског алата и поправка својих галија и чамаца, становништво Прожуре се спустило на море и градећи мале магазине, створили су темеље будућег насеља, Прожурске Луке (Порта).
Прожура је од свог оснивања па до данас константно насељена, док је Прожурска Лука, исто као и Окукље, стално насељена тек од 1981. године.

## Становништво
На попису становништва 2011. године, Прожурска Лука је имала 40 становника.
| Број становника по пописима | Број становника по пописима | Број становника по пописима | Број становника по пописима | Број становника по пописима | Број становника по пописима | Број становника по пописима | Број становника по пописима | Број становника по пописима | Број становника по пописима | Број становника по пописима | Број становника по пописима | Број становника по пописима | Број становника по пописима | Број становника по пописима | Број становника по пописима |
| --------------------------- | --------------------------- | --------------------------- | --------------------------- | --------------------------- | --------------------------- | --------------------------- | --------------------------- | --------------------------- | --------------------------- | --------------------------- | --------------------------- | --------------------------- | --------------------------- | --------------------------- | --------------------------- |
| 1857                        | 1869                        | 1880                        | 1890                        | 1900                        | 1910                        | 1921                        | 1931                        | 1948                        | 1953                        | 1961                        | 1971                        | 1981                        | 1991                        | 2001                        | 2011                        |
| 0                           | 0                           | 0                           | 0                           | 0                           | 0                           | 0                           | 0                           | 0                           | 0                           | 0                           | 0                           | 6                           | 15                          | 14                          | 40                          |

Напомена: Исказује се од 1981. као самостално насеље настало издвајањем дела насеља Прожура, где су подаци и садржани до 1971.
Прожурска Лука је релативно младо насеље, које није било раније насељавано због положаја на мору где је било лака мета гусарским бродовима. Насељава је локално становништво, које се спустило на море и које се бави рибарством и туризмом.

### Попис1991.
На попису становништва 1991. године, насељено место Прожурска Лука је имало 15 становника, следећег националног састава:
| Попис 1991.‍ | Попис 1991.‍ | Попис 1991.‍ | Попис 1991.‍ | Попис 1991.‍ |
| ----------- | ----------- | ----------- | ----------- | ----------- |
|             |             |             |             |             |
| Хрвати      | Хрвати      |             | 13          | 86,66%      |
| Југословени | Југословени |             | 1           | 6,66%       |
| Срби        | Срби        |             | 1           | 6,66%       |
| укупно: 15  |             |             |             |             |

## Привреда
Становници Прожуре и Прожурске Луке су се раније бавили пољопривредом, риболовом, а због непосредне близине Прожурске блатине, раније су се бавили и изловом јегуља) и извозом својх производа у Дубровник. У другој половини 20. века постојала је директна бродска веза са Дубровником, али је због неисплативости укинута. Данас ова два насеља своју привреду темеље на риболову, угоститељству и туризму.